# Millville (New Jersey)
Millville est une city du comté de Cumberland, dans l'État du New Jersey aux États-Unis. Depuis le 2010 United States Census (Recensement des États-Unis de 2010) la population de la ville était 28.400. Millville, Brigton, et Vineland sont le trois villes principales des Vineland-Millville-Bridgeton Primary Metropolitan Statistical Area.
À l'origine, Millville était incorporé comme un canton par une loi de la législature de New Jersey le 24 février 1801. Millville est réincorporé comme une ville le 1er mars 1866.
Millville doit-elle son nom à Ange-Paul-Polycarpe de Milleville 1756-1787, Officier de l’armée royale, guerre d’indépendance des Etats-Unis ?  Fils de Louis- Gabriel- Barthelemy (Officier au Royal- Roussillon. Seigneur de Beaunay et patron de Boissay)  et Françoise d’Avannes de Vieuxroy, Ange-Paul-Polycarpe nait le 26 janvier 1756. D’abord cadet gentilhomme en avril 1779, il sera ensuite parmi les officiers de l’armée royale au régiment de Saintonge ayant combattu lors de la guerre d’indépendance des Etats-Unis, avec le corps de (Donatien-Marie-Joseph de Vimeur, Comte de) Rochambeau, de 1775 à 1783, cette armée si peu nombreuse que c'était une faveur enviée d'être désigné pour en faire partie. Le régiment de Saintonge, s’embarqua à Brest le 10 avril 1780 sur le vaisseau le Fantasque. C'est seulement le 21 mai que les officiers apprennent leur véritable destination, pour l’Amérique Septentrionale. Ce régiment commandé par le vicomte de Custines arriva le 15 août 1780 à Philadelphie, où les troupes de Rochambeau s’arrêtèrent pour se mettre en grande tenue et firent leur entrée dans la ville au milieu d’une affluence incroyable. Les Français occupèrent dès lors tous les postes de Rhodes-Island, et La Fayette prend le commandement d’une division américaine. Le régiment de Saintonge prend part à la campagne de Virginie en 1781 et reçoit des éloges pour sa participation à la bataille de Yorktown et plus généralement pour avoir participé à soustraire les colonies d'Amérique du Nord à la domination de la Grande Bretagne. Les Britanniques capitulent en octobre 1781 et Custine se voit décerner un brevet du gouvernement américain en récompense de son mérite et promu au grade de maréchal de camp.
Après s’être transporté aux Antilles en 1782, le régiment de Saintonge rentra à Brest en juillet 1783. Ange-Paul-Polycarpe de Milleville n’a que trente et un ans lorsqu’il est enterré le 16 janvier 1787 à Abbeville, Paroisse Saint-Sépulcre.